# بوب كريغ
بوب كريغ (بالإنجليزية: Bob Greig)‏ هو سياسي أسترالي، ولد في 17 مايو 1942 في ملبورن في أستراليا. حزبياً، نشط في حزب أستراليا الليبرالي (شعبة أستراليا الغربية). وقد انتخب عضو الجمعية التشريعية لأستراليا الغربية.